# Jalkapallon suomenmestaruuskilpailut 1925
Sedmnáctý ročník Jalkapallon suomenmestaruuskilpailut (Finského fotbalového mistrovství) se konal za účastí čtyř klubů v roce 1925.
Vítězem turnaje se stal posedmé ve své klubové historii HJK, který porazil ve finále TPS 3:2.